# Pristimantis albericoi
Pristimantis albericoi é uma espécie de anfíbio da família Craugastoridae. É endémica da Colômbia. Os seus habitats naturais são: florestas subtropicais ou tropicais húmidas de baixa altitude e rios. Está ameaçada por perda de habitat.